# Jód-monofluorid
A jód-monofluorid interhalogén vegyület, képlete IF. Csokoládébarna színű szilárd anyag, mely 0 °C-on bomlik, diszproporció révén elemi jód és jód-pentafluorid keletkezik:
5 IF → 2 I2 + IF5
Molekuláris tulajdonságai azonban spektroszkópiai módszerekkel pontosan meghatározhatóak: a jód–fluor kötéstávolság 190,9 pm, a I–F kötés disszociációs energiája kb. 277 kJ·mol−1. 298 kelvinen standard képződési entalpiája ΔHf° = −95,4 kJ·mol−1, szabadentalpiája ΔGf° = −117,6 kJ·mol−1.
Elő lehet állítani – bár csak rövid időre – jód és fluor CCl3F-ben −45 °C-on történő reakciójával: 
I2 + F2 → 2 IF
Másik előállítási módja, ha jódot és jód-trifluoridot reagáltatunk −78 °C-on CCl3F-ben:
I2 + IF3 → 3 IF
Jód és ezüst(I)-fluorid 0 °C-on végzett reakciójában is jód-monofluorid keletkezik:
I2 + AgF → IF + AgI

## Reakciói
A jód-monofluoridot tiszta nitrogén-trijodid előállítására használják:
BN + 3 IF → NI3 + BF3

## Fordítás
Ez a szócikk részben vagy egészben  az   Iodine monofluoride című angol Wikipédia-szócikk ezen változatának fordításán alapul.  Az eredeti cikk szerkesztőit annak laptörténete sorolja fel. Ez a jelzés csupán a megfogalmazás eredetét és a szerzői jogokat jelzi, nem szolgál a cikkben szereplő információk forrásmegjelöléseként.